# Davide Carnevali
Davide Carnevali (Milano, 1981) è un drammaturgo italiano.

## Biografia
Il suo ingresso nel mondo teatrale avviene nel 2003 grazie a Laura Curino e Gabriele Vacis, con cui lavora come assistente drammaturgo al monologo Il conte Aigor, inserito all'interno della trasmissione televisiva Report.
Dopo alcune messe in scena nel circuito teatrale alternativo milanese all'inizio degli anni duemila, il riconoscimento internazionale arriva con Variazioni sul modello di Kraepelin, con cui nel 2009 è premiato al Premio Riccione e al Theatertreffen di Berlino. L'opera viene inoltre premiata nel 2012 alle Journées de Lyon des Auteurs de Théâtre. In quegli anni Variazioni sul modello di Kraepelin è rappresentata in Argentina nel 2011, nel circuito del teatro off e presso il Teatro Nacional Cervantes di Buenos Aires; in Francia, nel 2012, presso il Théàtre National Populaire de Lyon; in Spagna, nello stesso anno, alla Sala Beckett di Barcellona. Allestimenti successivi sono stati prodotti dal Teatro Nazionale di Estonia nel 2013 e dal Teatro Nazionale di Romania nel 2015. Il testo è stato pubblicato in Francia dalla casa editrice Actes Sud.
Nel 2011 debuttaSweet Home Europa, al Schauspielhaus di Bochum e in forma di radiodramma per la Deutschlandradio Kultur; seguiranno altri quattro allestimenti, sempre in Germania. La prima rappresentazione italiana è prodotta dal Teatro Stabile di Roma nel 2015. Negli stessi anni l'opera è messa in scena in Argentina, nel circuito del teatro off di Buenos Aires, e nel 2018 a Lisbona, prodotta dal Teatro Nacional D.Maria II. In Francia, il testo è stato presentato in forma di mise en espace presso il Théâtre de la Ville e presso la Comédie-Française di Parigi.
Nel 2013 Carnevali vince il Premio Riccione per il Teatro con Ritratto di donna araba che guarda il mare. Il testo è successivamente pubblicato da Actes Sud.
Le sue opere sono state presentate in diversi festival internazionali, e sono tradotte in diverse lingue. Tra i teatri che hanno messo in scena le sue opere, il Centre Dramatique National de Nancy, Eesti Dramateater, ERT - Emilia Romagna Teatro e il Piccolo Teatro di Milano. In Italia è pubblicato da Einaudi. Per la sua attività di autore, nel 2018 gli è stato conferito il Premio Hystrio alla Drammaturgia.

### Riconoscimenti
- 2018	Premio Hystrio alla drammaturgia.[6]
- 2016	Menzione speciale della giuria al primo Premio Platea, per Menelao
- 2013	Premio Riccione per il Teatro, per Ritratto di donna araba che guarda il mare
- 2012	Premio de Les journées de Lyon des Auteurs de Théâtre, per Variazioni sul modello di Kraepelin
- 2011	Premio Borrello alla nuova drammaturgia, per Come fu che in Italia scoppiò la rivoluzione ma nessuno se ne accorse
- 2011 finalista Premio Riccione per il Teatro, con Sweet Home Europa
- 2010	Premio Scintille al Asti Teatro Festival, per Come fu che in Italia scoppiò la rivoluzione ma nessuno se ne accorse
- 2009	Premio Theatertext als Hörspiel al Theatertreffen di Berlino, per Variazioni sul modello di Kraepelin
- 2009 Premio Marisa Fabbri per Variazioni sul modello di Kraepelin
- 2009 Premio Sassetti Cultura Teatro, per Calciobalilla
- 2007	finalista Premio Tondelli / Premio Riccione per il Teatro, con Saccarina

### Opere teatrali
- Saccarina, in New writing Italia. Dieci pezzi non facili di teatro, a cura di Rodolfo di Giammarco e Martina Melandri, Spoleto, Editoria & spettacolo, 2009, ISBN 978-88-97276-19-7.
- Variations sur le modèle de Kraepelin, Paris, Actes Sud, 2012, ISBN 978-2-330-01434-6.
- Portrait d’une femme arabe qui regard la mer, Paris, Actes Sud, 2015, ISBN 978-2-330-06036-7.
- Sweet Home Europa, Imola, CUE Press, 2015, ISBN 978-88-98442-42-3.
- Variazioni sul modello di Kraepelin (o il campo semantico dei conigli in umido), Collezione di teatro n.447, Torino, Einaudi, 2018, ISBN 978-88-06-23600-7.
- Ritratto dell'artista da morto (Germania '41 - Argentina '78), Collezione di teatro n. 455, Torino, Einaudi, 2022, ISBN 978-88-062-5240-3.

### Saggistica
- Forma dramática y representación del mundo en el teatro europeo contemporáneo, Ciudad de México, Paso de Gato, 2017. ISBN 978-607-8439-70-6